# 赤星憲広
赤星 憲広（あかほし のりひろ、1976年4月10日 - ）は、愛知県刈谷市出身の元プロ野球選手（外野手、右投左打）、野球解説者、野球評論家、タレント。妻はタレントの徳原恵梨。マネジメント契約はオフィスS.I.Cである。

## 経歴

### プロ入り前
赤星曰く、幼少期から運動神経が良く、刈谷市立住吉小学校時代には野球以外のスポーツで誰かに負けたことがなかった。特に足の速さに関しては幼稚園に入園する頃にはすでに自覚があり、誰かに負けた記憶がないという。ただし努力をしなくてもあらゆるスポーツで負けることがないことで「何をやっても面白くない」、何をやってもうまくいくがゆえに「逆に自分は何をするべきなのか、何をやると一番楽しいのかということがわからない」心境に陥っていた。そのため赤星はしばしば、サッカーの試合で自分がゴールを決められる状況で敢えてパスを出すといった具合に「できるのは自分だけじゃない」ということをアピールすることを試みた。赤星はこの頃の自身について、自分ばかりが目立たないよう気を遣ったつもりで「ある意味では相手に失礼な、必要のない、余計なやさしさ」を見せていたと振り返っている。また、サッカーと並行して水泳教室にも通っていた（「表彰」の項目を参照）。
父親が少年野球のコーチをしていたため、赤星は幼少期から野球に親しんで育った。小学校時代、赤星は父親がコーチを務める少年野球チームに入部しようとしたが、「俺がやめるまで、お前にはやらさない」と言われたことに反発し、「だったらサッカーをやるよ！」という気持ちになり、小学校の部活ではサッカー部を選択した。父親がコーチを辞めたため少年野球チームにも所属したが、先に始めたサッカーの魅力が勝っていた（赤星曰く、サッカーが8で野球が2）。小学校6年の時にはフォワードとしてサッカーの愛知県代表に選出されたこともある。しかし同じく小学校6年の時に野球チームのキャプテンに選ばれ、掛け持ちはできないと判断した赤星はサッカー部を辞め、野球に専念することにした。
刈谷市立刈谷南中学校時代は軟式野球部に所属。1・2年生時は内野手だった。赤星によると、ポジションが同じで赤星よりも足が速い上級生（後に読売ジャイアンツのトレーナーとなる鬼頭健介）に出会ったことで、初めて「この人を越えたい」という気持ちを抱き、それをきっかけに努力することの楽しさに目覚めた。努力することに楽しさを見出したことで、野球に取り込むことも楽しくて仕方がないと感じるようになった。赤星曰く、野球に取り組んでいる際の性格が「熱く」なったのも中学時代で、「小学校時代に眠っていた部分が目を覚ました」と振り返っている。赤星は「野球というスポーツがなかったら、きっと僕はこんなひとつのことに熱くなれる人間になっていない」、「僕は野球に凄く感謝している」と述べている。3年生の時は投手を務めた。
刈谷南中学校を卒業後、愛知県立大府高校に進学、野球部に入部した。この時、赤星は野球のためだけに高校へ行きたくないと考えたことに加え、前述の「あらかじめ与えられた能力で簡単に勝つ」ことを嫌う性格から「『甲子園に行きたいから私学へ』という道ではなくて、むしろ一番簡単そうじゃない道を選んで、それを乗り越えてみせる」という思いを抱き、あえて強豪私立高校ではなく県立高校へ進学することを選んだ。
入部当初、赤星は右打者であったが、監督の馬場茂から「左で打つならすぐにベンチに入れてやる」と左打者への転向を勧められ、それに従った。転向後、内野安打が増えて出塁の機会が多くなり、足を活かす野球を考えるきっかけになった。1年生の秋にレギュラーとなり、1番打者として活躍。チームの得点パターンは赤星が出塁して二盗・三盗を決め、その後スクイズプレイを決めるというものであった。1993年の第65回選抜高等学校野球大会に二塁手として、翌1994年の第66回選抜高等学校野球大会に遊撃手として出場した。選抜高等学校野球大会で赤星は2年連続で同じような適時失策を犯し、チームはいずれの大会でも初戦敗退を喫している。
中学・高校時代は同じ右投げ左打ちの小柄な遊撃手である立浪和義が「全てにおいて目標であり等身大の憧れ」であった。
高校時代、赤星はドラフト候補として名前が挙がったがプロになる自信はなく、スカウトからも体の小ささを指摘され、大学か社会人で経験を積んだほうがいいと指摘された。赤星は地元の大学で教員免許を取りたいと考え、中京大学を受験したが対策を立てずに臨んだ小論文が不首尾に終わり、不合格。教員免許を取得できる東都大学野球連盟所属の亜細亜大学から勧誘があったことから同大学に進学、野球部に所属した。実際に赤星は亜細亜大学在学中に社会科の教員免許を取得している。大学卒業後プロ野球選手になれなかった時には、高校の教員になって野球部の監督になろうと考えたこともあったという 。
亜細亜大学野球部の練習は非常にハードであった。赤星は大府高校の卒業生として初めて東都大学野球連盟所属の野球部に所属することになったことを強く意識し、大府高校から亜細亜大学へ進学するルートを潰したくないという思いを抱いていた。そのため常に「なんでこんなところに来てしまったのか」という思いと「やめられない」という思いの間で揺れていた。ただ同時に、「絶対やめられないわけだし、これだけ苦しいことをどうせやるんだったら、とことん上を目指してやらないと意味がない」とも思っていた。
1年生の秋に三塁手のレギュラーを獲得し、2年生の春に外野手（主に右翼手）に転向。1学年上の外野手飯塚智広を目標とした。飯塚の卒業後、「1番・中堅手」として活躍。4年生の秋には明治神宮野球大会で優勝を経験した。大学時代の通算成績は、東都大学1部リーグ通算78試合出場、219打数61安打、打率.279、3本塁打（リーグタイ記録の3試合連続本塁打）、27打点。2部では9試合、8打数2安打、打率.250、ベストナイン3回、通算45盗塁（野村謙二郎の52、鈴木香の51に次ぐリーグ歴代3位の記録。1年生だった2部時代を含めれば通算51）というものであった。赤星は大学時代を振り返り、「プロのレベルまで上りつめられたのは、技術的にも、精神的にも、亜細亜に行ったおかげだろう」「いろいろなものを犠牲にしてまでも野球に打ち込んで、あの4年の間、地獄のような生活をしてきたからこそ、こうやって今がんばっていられるのは間違いない」と述べる一方、「あそこに入って野球を始めた日から終わる日まで、一回もよかったと思ったことはない」「もう1回、あの4年間をやるかと言われたら、絶対に無理」「何億とお金を積まれても無理」「もう思い出したくもない」、練習が厳しいことを「もし知っていたら進学先に選んだかどうかははなはだ怪しい」と回顧している。
赤星は大学での4年間の経験を経て肉体的・精神的に成長したと感じ、東都大学リーグ優勝に貢献したという自負もあったことから、大学卒業時にはプロ野球を強く意識していた。しかし高校卒業時と同様、体が小さいという理由で声はかからなかった。当時の赤星にとってこれは「もうプロはあきらめなさい」と言われたのも同然で、プロ野球選手になることを諦め、JR東日本に入社、社会人野球で野球を続けた。赤星には11の社会人チームから声がかかり、その中にはJR東日本より強いチームもあったが、社会人野球の存続が危ぶまれる中、チームの強さよりも就職先としての安定感を優先させ、JR東日本を選択した。
JR東日本入社後まもなく2000年シドニーオリンピックの強化指定選手に選ばれ、千葉ロッテマリーンズのキャンプに参加。この時赤星は「守備と走塁は何とかなりそうだ」という感触を得た。翌年には阪神タイガースのキャンプに参加。監督の野村克也から高い評価を得た。赤星曰く、強化指定選手に選ばれたことで「もしかして、まだプロ入りの可能性があるのかもしれない」と思うようになったという。2000年、シドニーオリンピック野球日本代表に選出。在職中にJR東日本の車掌の資格を取得したが、一度も乗務することなくドラフト会議で指名を受けることになる。また、都市対抗野球には1年目は9年ぶり出場となった自チームで、2年目は阪神に同期入団する伊達昌司、沖原佳典と補強選手として東京ガスで出場した。
シドニーオリンピック終了後、ドラフト会議で野村の鶴の一声により阪神から4位指名を受けた。背番号は53。当時の赤星は体が小さかった上に「打球が打撃ケージの外に飛ばない」と言われるほど非力で、野村に対しスカウトは「足だけですよ」とコメントしたが、野村は「同点の9回に代走で使う」と答えた。赤星は「オリンピックでレギュラーになれなかった僕がプロにいって活躍できるのか？」という思いに駆られたものの、最終的には「クビになるのを恐れてプロに行かないという選択をするよりも、飛び込んでみてクビになったほうがいろんな意味で後悔しないだろう」という心境に至り、入団を決めた。しかし指名したことによってサラリーマンという安定した生活を捨てさせてしまったことや、引退の原因となった命を脅かす程の大怪我（後述）を経験させてしまったことから、後年になって野村は赤星に「お前をプロに誘ってしまったばっかりに大変な思いをさせてしまった」と謝罪している。これに対し赤星は「監督に人生を変えていただいた」と野村の選択を尊重しており、感謝の気持ちを伝えている。
入団会見で赤星は、それまで中堅手のレギュラーだった新庄剛志のFA移籍が決まった直後であったことを踏まえ、「新庄さんの穴を少しでも埋められるように頑張ります」と言うつもりであった。しかし実際には「新庄さんの穴はボクが埋めます」と宣言。この宣言により、1位で入団した藤田太陽以上に話題を集めることになった。
阪神入団に際し赤星は、「『体が小さいとプロでやっていくのは絶対無理』という考え方をひっくり返したい」「体が小さくて悔しい思いをしている選手たちの代表として、体が小さくてもやれる人間はいるんだということをみんなに知らせたい」という決意を抱いていた。同時に、「問題は入れてもらえないから勝負できないことだったわけで、入ってしまえばこっちのもの」とも考えていた。プロ野球選手として成功を収めた後、赤星はプロを目指す野球選手が自分を見て「体が小さくても大丈夫」「赤星ができるんだったら、俺もプロになれるんとちゃうか」と思うことが一番うれしいことだと述べている。赤星はまた、「体が小さな選手が体が大きい選手に力で勝とうと思っても絶対に無理だが、動きのよさや速さを発揮することができれば絶対にプロの世界でもやっていける」とも述べている。担当スカウト菊地敏幸。

### プロ入り後
2001年、監督の野村は当時チーム内にいた俊足選手7人を「F1セブン」と命名し、赤星をその「1号車」に指名した。野村はまた、赤星が入団前に腰部のヘルニアを患った影響から調整が遅れていたにもかかわらず、一軍のキャンプに参加させた。前述のように赤星は非力で、2001年春のキャンプにおいても打球が内野の頭を越えないレベルであった。野村は赤星に「出塁率を上げろ。三遊間に転がせ。内角も逃げるな」「打球が飛ぶというのは天性のもので、努力してもなかなか身につくものではないが、確率を上げることは練習で何とかなる」とアドバイスし、「自分の教えたようにやれば使える」と励ました。打撃練習においては藤本敦士とともに、「ゴム製のバンドを両肘に巻いてゴロだけを打つ」ことを課せられた。試合中、ベンチの中では野村の近くに座り、野村の発する言葉から「プロ野球のイロハを勉強させてもらった」という。赤星は「早い段階で、やみくもに努力するだけでは結果が出ない、考えてこそ結果に結びつくということを学べたのは大きかった」と振り返っている。
走塁面の技術に関しては相当自信があり、クイックをきっちりやる投手が当時は少なかったことから「正直、プロでもこんなもんかと思った」という。赤星は1年目のシーズンを開幕一軍で迎えた。3月31日の対読売ジャイアンツ戦でセーフティーバントによるプロ初安打を記録し、4月3日の対広島東洋カープ戦でプロ初盗塁を決めた。5月にはレギュラーの座を獲得し、2番打者に定着して活躍。新人歴代4位となる39盗塁を記録し、阪神の選手としては1956年の吉田義男以来45年ぶり、阪神入団1年目の選手としては1944年の呉昌征以来となる盗塁王に輝き新人王も受賞。盗塁王と新人王のダブル受賞は史上初のことであった。新人の盗塁王は（全選手が「新人」であった1936年を除けば）、1946年の河西俊雄（グレートリング、盗塁数は赤星と同じ39）以来NPB史上2人目である。さらにゴールデングラブ賞も受賞した。
新人選手のゴールデングラブ賞受賞は、1998年の高橋由伸以来となった。
シーズンオフに入り、球団側から背番号53を若い番号へ変更することを打診される。一般的に新人選手は若い番号を与えられるほど期待されているといわれ、さらに53は「ゴミ」「誤算」に通じることから赤星自身も「入団当時は嫌で仕方がなかった」が、1年目からよい成績を残せたことで「『53』という数字は縁起のよい番号となり、愛着もわいた」「これを機に…『53』を自分の色に染めてやろう」と思うようになっていたことから変更を断った。
2002年、阪神の監督は野村から星野仙一に交替した。4月18日の対中日ドラゴンズ戦において自打球が右足に当たり、「足の速さをできるだけ活かそう」という思いからレガースをつけていなかったために右脛骨を骨折。3か月以上欠場し前半戦をほぼ棒に振り、復帰後はスランプに陥りながらも78試合に出場し26盗塁を記録。2年連続で盗塁王を獲得した。
2003年は前年のオフに広島から金本知憲がFA権を行使して阪神に移籍し、春季キャンプ中に星野はことあるごとに金本・桧山進次郎・濱中治の名を挙げ、「赤星は代走要員」とコメント。キャンプにおいて赤星は必死に存在をアピールした。シーズン中は2番打者として活躍。2番赤星が出塁し、3番の金本が打席に立つ状況が、互いの苗字から一文字をとって「金星ライン（ビーナスライン）」と呼ばれていた。9月15日に行なわれた対広島戦で、鶴田泰から右翼越えサヨナラ安打を放ってマジック1とし、同日夜にマジック対象のヤクルトが負けたことで阪神の18年ぶりの優勝が決定した。前年秋から一軍チーフ打撃コーチの田淵幸一とともに打撃向上に取り組んだことが功を奏し、3年目にして初めて3割を超える打率を記録した。田淵は赤星を「われわれが目指した『つなぎの野球』は彼なしでは考えられなかった」と評している。盗塁数は球団記録を更新する61で、背番号と同じ数の盗塁をするという目標を初めて達成し、3年連続となる盗塁王を獲得した。さらに守備率10割の日本タイ記録を樹立し、2年ぶりのゴールデングラブ賞も受賞した。同年の147単打は和田豊と並ぶセ・リーグタイ記録（翌年に荒木雅博が更新）。7月にはオールスターゲームに初出場を果たしている。福岡ダイエーホークスと対戦した日本シリーズ第1戦でフリオ・ズレータが打ったサヨナラ安打にダイビングキャッチを試み、左肘を負傷（左肘内側側副靱帯損傷。全治1か月）。この時赤星はアテネオリンピックアジア予選の日本代表メンバーに選出されていたが、ケガを理由に出場を辞退した。
2004年、阪神の監督は星野から岡田彰布に交替した。4月15日の対広島戦で顔面に死球を受けた影響でボールに対する恐怖心が芽生え、それを克服しようと「絶対に逃げてはいけない。ピッチャーに対して踏み込んでいこう」と考えたのが裏目に出て打撃フォームに狂いが生じ、シーズン前半は打撃不振に陥った。打撃不振の影響は走塁面にも及び、出塁機会が少ないことから焦りが生じ、「いいスタートを切らなければと…考えすぎて逆にいいスタートが切れなくなったり、早くスタートを切ろうと思いすぎて、けん制でアウトになったりと、悪循環に陥ってしまった時期があった」。赤星曰く打撃不振から抜け出すきっかけとなったのは7月17日の対広島戦で、第1打席で内角球をヒットにしたことで恐怖感を断ち切ることができたという。それによって走塁面の不振も克服し、シーズン後半の50試合で41、シーズン通算では自己最多記録となる64の盗塁を記録した。日米野球でも7つの盗塁を決め、デイヴィッド・オルティズは赤星を「スーツケースに入れて連れて帰りたい」と称賛した。さらに2年連続で3割を超える打率を記録した。
2005年、4月21日の対巨人戦で通算200盗塁を達成。同月には月間MVPにも選出された。6月12日、北海道日本ハムファイターズとの交流戦において、通算3本目、甲子園球場での初本塁打を記録。以後、引退までに本塁打を記録することはなく、結果的に最初で最後の本拠地本塁打となった。6月15日の西武ライオンズとの交流戦において盗塁を試みた際に相手選手と衝突、左肋骨3本を折る重傷を負う。しかし翌日の試合を欠場したものの長期欠場はしなかった。赤星曰くベンチに座っているのも辛いほどの痛みに苦しんだが、気合で克服した。7月にはオールスターに2度目の出場を果たした。10月1日の東京ヤクルトスワローズ戦では通算250盗塁も達成するとともに福本豊以来2人目となる3年連続60盗塁を達成。リーグ史上初の5年連続盗塁王も獲得した。さらに当時のシーズン最多打席（689打席）、イチローを抜く年間単打165のプロ野球新記録も樹立したが、同年阪神の全試合終了後に首位打者の青木宣親が169まで記録を更新した。この年のシーズンで阪神はリーグ優勝を果たしたが、千葉ロッテマリーンズと対戦した日本シリーズでは4連敗を喫した。
この年、赤星は「野球を通じて人間的に成長することができたという実感を次の世代に伝えたい」という思いから、中学生を対象とした野球チーム「レッドスター・ベースボールクラブ」を設立した。背景には、社会人の野球チームが次々と廃止され、子供が野球をする場所が減少しているという状況の中、2004年に1リーグ制導入を巡るストライキが起こったことで「プロ野球のチームでも簡単になくなってしまうことがある」ことに危機感を持ち、「ユースチームが組織されているJリーグのようにプロ野球の土台となるべき部分を構築したい」という動機もあった。赤星によると指導にあたることで「子供に教えたことは自分もしっかり実行しなければならない」という意識が芽生え、さらに「自分ならどうするか」といったことに考えを巡らせ、結果的に自身の野球に対する考えが深まる効果が生まれたという。
2006年から今岡誠に代わって阪神の選手会長を務めることになった。7月には2年連続でオールスターに出場した。一方、盗塁数は35を記録したが、青木宣親が41盗塁で盗塁王となり、6年連続での盗塁王獲得はならなかった。打撃面では打率、出塁率共に骨折した2002年に次いで低い数字に終わり、規定打席到達者の中で本塁打、打点、長打率がリーグワーストを記録した。赤星は「どこもおかしなところがないのに、結果が出ない。なぜ打てないかがわからないから対処のし様がなかった」と振り返っている。6月8日の日本ハム戦で守備中にフェンスに激突、右足首をねん挫し3試合欠場した。この年のシーズンについて赤星は、「それまで平均点以上の活躍を続けていた自分が初めてどん底を経験した」と振り返り、「プロの世界で生きていくことのプレッシャーを実感した」と述べている。赤星曰く、ある時は4日間眠れずに試合に出たこともあり、不振にあえぐ中でファンの声や報道が気になってそれらに接しては傷つくということを繰り返していたが、ある時「世間の評価をいちいち気にしていてもしょうがない」と考えるようになった。その結果、翌2007年のシーズンではファンやマスコミの声をあまり気にしなくなったという。
2007年は、鳥谷敬と打順が入れ替わり主に2番として出場。シーズン開幕直後、左首から左腕にかけて痺れや痛みを感じるようになった。赤星によると2006年のシーズン中から頸部に違和感を覚えていたという。病院で診察を受けたところ、頸椎椎間板ヘルニアと診断された。これ以降、赤星は首の痛みや手の痺れが原因で「5時間以上の睡眠を取れた記憶がない」ほどの慢性的な睡眠不足に悩まされることになる。それでも赤星は出場を続けたが、5月4日の対広島戦でダイビングキャッチを試みた際に首を強打し、椎間板ヘルニアが悪化。「頸椎椎間板中心性ヘルニアによる脊髄損傷」の診断を受け、医師の勧めにより3週間欠場した。当時赤星は「今年で野球が終わってもいい」という心境で復帰したものの、「どうせ大げさに言っているのだろう」とも考えていた。しかし実際には首の状態は成績に大きな影響を与えた。リードを大きくとった状態で牽制球を投げられ、首を後ろに大きく反らせる形で帰塁すると痺れを感じることがあったが、それを避けるためにリードを小さくすると盗塁ができなくなった。8月22日の対ヤクルト戦に盗塁をしたのを最後に以降の32試合の盗塁数はゼロである。7月25日の対中日戦で通算300盗塁を、9月14日の対中日戦で球団最速記録となる7年目での通算1,000安打を達成。2年ぶりの打率3割を記録した。9月23日の対ヤクルト戦で左腰に死球を受け、腰椎を骨折（第2腰椎左横突起骨折）し、3試合欠場した。「頸椎椎間板中心性ヘルニアによる脊髄損傷」との診断を受けた際、赤星は医師から「筋肉の鎧で首を守れば、ヘルニアの症状も緩和されるし、衝撃を受けた際にも脊髄への直接的なダメージを少しは防いでくれるだろう」とアドバイスを受けた。それを踏まえこのシーズンオフは首の強化に取り組み、医師から「アメリカンフットボールの選手みたいだ」と言われるほどに筋肉をつけることに成功した。
2008年は開幕から1番打者として活躍。試合途中から出場するなど球団側が首の状態に配慮した起用をしたことから、全試合出場を果たしながらもシーズンを通して体調は良かった。9月22日に2,089打席無本塁打のプロ野球新記録を樹立。走塁面では10月12日に吉田義男の持つ球団記録に並ぶ通算350盗塁を記録した（日本プロ野球歴代15位、当時の現役選手では石井琢朗に次ぐ2位）。シーズンを通した盗塁数は41で福地寿樹に1つ届かずリーグ2位であった。打撃面では自己最高となる打率.317, リーグ最多の94得点を記録した。ちなみに本塁打は出ず、3年連続で規定打席に到達かつ本塁打0（東出輝裕とともにプロ野球新記録）を記録した。規定打席に達しての本塁打0を4度（2004・2006・2007・2008年）記録したのは久慈照嘉に続いて史上2人目であった。チームは7月下旬に優勝マジック46が点灯したものの8月以降低迷し、優勝を逃した。赤星はこの年のシーズンについて、「優勝と盗塁王を逃したショックは言葉では言い表せないほど大きかった」一方、2005年以来こだわってきた得点でリーグ最多を記録したことには「満足のいくシーズンだった」と振り返っている。
2009年は年初から調子が悪く、肩の痛みや腰部のヘルニアに苦しみ、オープン戦には肩と腰に痛み止めの注射を打って出場した。4月10日の試合後に腰の状態が悪化し、自ら登録抹消を申し出た。復帰後体調の悪化は全身におよび、腰のほか両膝と肩にも痛み止めの注射を打って出場した。4月4日、開幕2試合目の対ヤクルト戦で球団新記録となる通算351盗塁を達成。5月13日、出場登録日数が8年となり、FA権を取得した。8月2日の対巨人戦（阪神甲子園球場）で本塁への突入時に阿部慎之助捕手と接触し、左足を負傷（左下腿筋挫傷）。10日間欠場した。9月12日、甲子園球場で行われた対横浜ベイスターズ戦で内川聖一が打った右中間への飛球にダイビングキャッチを試み、頸椎椎間板ヘルニアが悪化すると同時に中心性脊髄損傷を負った。負傷直後は手足が動かなくなったほどの重症で、赤星はトレーナーに背負われてグラウンドから退場し、救急車で西宮市内の病院へ搬送された。間もなく足は動くようになったものの、腕に深刻なダメージを受けた。感覚が鈍く、思うように動かすことができず、しかも何かに触れると激痛が走る症状に襲われた。医師は赤星に対し、指が以前のように動かせなくなる後遺症が残る可能性を指摘した。

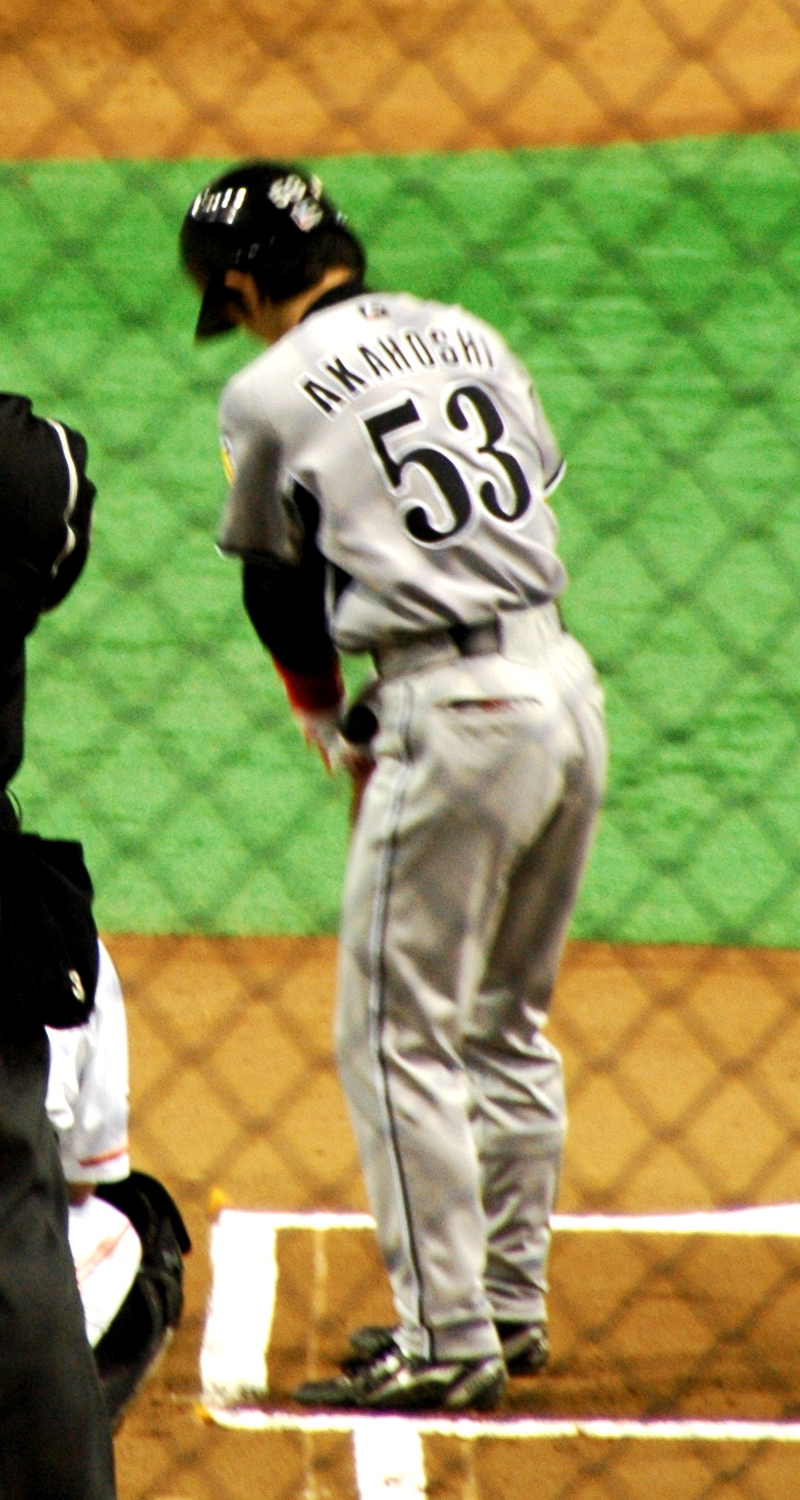
2008年4月5日 東京ドーム

赤星は「まだ野球がやりたい。来年もプレーする」という思いを抱きつつ、痛みに耐えながら手足の指を一本ずつ動かすところからリハビリを開始した。10月12日にリハビリの場所を阪神鳴尾浜球場に移した頃には60 kgあった握力が30 kgほどに戻っており、赤星は翌11月からユニフォームを着てリハビリを行う予定を立てた。しかし10月31日に球団側は引退を勧告。赤星には「いくらなんでも1か月で結論を出すのは早すぎるだろう」という思いがあり「1年は様子を見てほしい」と猶予を求めた。11月4日には予定通りユニフォームを着てグラウンドに立ちキャッチボールなどを行ったが、8日に球団側と行った2度目の会談でも「大きなリスクを抱えた現状では契約できない」旨を通告された。11月16日、球団トレーナーの石原慎二に紹介された医師から、脊柱管を人工骨で広げ頸部脊柱管狭窄症は改善することで脊髄へのダメージを緩和できるようにすれば復帰は可能という診断を受け、そのことを球団側に伝えたが「いくら可能性があっても100%でない限り、その手術に賭けることはできない」と受け入れられなかった。赤星によると、医師から「今度やってしまったら不随の可能性がある」「最悪、命の危険もある」と言われたことが引退を決意した要因の一つになったという。
12月2日、赤星は球団側に引退を申し入れた。同月9日に西宮市内で記者会見を開き、正式に引退を発表。会見において赤星は「ケガさえなければ来年もレギュラーでやっていく自信はあった。まだまだ若い選手に負けない気持ちもある。まだまだできるという気持ちもあった」「完全燃焼した気持ちはない」と述べた。赤星は負傷を招いたプレーについて、「今でも夢に出てくる」としつつ、「飛び込んだことに後悔はありません。野球選手の本能としてやったことなので。それよりも、もう少し寄っておけば捕れたのに…と考えてしまう」と振り返った。赤星は9年間のプロ生活について、「野球のために人生を全部使ってきたし、いろいろなことを犠牲にしてきた。人生のすべて」と振り返っている。生涯通算.295の打率については、「予定外でした。プロでこんなに打てるとは思ってなかった」「自分の中では誇れる数字」と述べている。会見には絶対に泣かないという決意で望み、3度涙をこらえたという。会見終了後、阪神甲子園球場のセンター付近で車椅子の贈呈式を行った。赤星自身の意向により、引退試合は行われなかった。

### 現役引退後
赤星の引退に際し球団側は赤星の背番号「53」を、使用するのにふさわしい選手が現れるまで空き番号とする準永久欠番に指定した（詳細後述）。
2010年より、日本テレビ・読売テレビの野球解説者、スポーツニッポンの野球評論家に就任するとともに、なお、ゲスト解説出演の扱いで朝日放送（2011年からラジオのみ専属解説）、毎日放送、関西テレビ放送の中継にも出演。
さらにCBCテレビ『サンデードラゴンズ』のコメンテーターにも出演している。
2011年オフには、和田豊の監督就任に伴いコーチ就任の依頼を受けるも、体調面を理由に辞退した。
2012年には大阪府交野市で赤星憲広が大会実行委員長を務める「第1回 Ring of Red 交野市チャリティーマラソン」を開催。約5000名のランナーが参加。
2013年にも同じく、同市で「第2回 Ring of Red 交野市チャリティーマラソン」を開催。約6000名のランナーが参加。
2014年4月19日より公開されたアニメ映画『名探偵コナン 異次元の狙撃手』にて、アニメの声優に初挑戦した。
2015年オフ、現役時代の同僚である金本知憲の阪神一軍監督就任に伴いコーチ就任の打診を受けるも、2011年同様体調面の不安を理由に辞退した。
2022年4月4日、タレントの徳原恵梨と結婚したことを会員限定アプリ「LITEVIEW」における「赤星憲広の入ってねぇ～んだよ」にて発表した。

## 野球選手としての特徴・評価
球界を代表するスピードスターとまで言われていた。一塁到達まで3.74秒、バント時には3.50秒を記録する元来の足の速さに加え、「球界で最も速いレベル」と言われた盗塁時のスピードが持ち味。巨人で一軍投手総合コーチを務めていた尾花高夫には「誰が1番を打っても、存在感としては赤星の3分の1にも満たないんじゃないか」と言われた。
本塁打に関しては2001年8月4日の対広島戦（広島市民球場、長谷川昌幸から）、2003年8月6日の対ヤクルト戦（明治神宮野球場、高井雄平から）、2005年6月12日の対日本ハム戦（阪神甲子園球場、江尻慎太郎から）でそれぞれ1本ずつ放ったのみで、以降2009年の引退まで2528打席無本塁打という日本記録を持っている。また、「シーズン複数本塁打ゼロ」「通算10本塁打未満」はいずれも日本プロ野球で通算1000安打以上を記録した打者では史上唯一であり、通算3本塁打も同条件では最も少ない数字となっている。
野村克也は東北楽天ゴールデンイーグルスの監督として赤星と対戦した際、一度に12球の牽制球を投げさせたことがある。赤星によると試合後、野村は「赤星を塁に出すのはソロホームランと同じだから、警戒しすぎるぐらいでちょうどいい」とコメントしたという。野村は赤星の守備について、「肩は強くなくても、あの足で打球に突っ込んでくるだけで走者はストップする」と評した。このように選手として高く評価していた事もあり、赤星が引退する事を告げられた際は引退を撤回させるべく記者から赤星の連絡先を尋ねた他、旧知の阪神関係者にも電話で「赤星へ俺に電話するよう言ってくれ。東京にいい病院を知っているんだ。紹介したいんだよ。引退は医者に診てもらってからでも遅くないだろう」と伝えるなど非常にショックを受けており、その早すぎる引退を心の底から惜しんでいた。
名前にちなんだ「レッドスター」や「赤い彗星」や「セ界一のスプリンター」の愛称でファンの人気を集めており、打席に立つと、スタンドで赤い星マークのボードを掲げるファンもよく見られた。

## 野球理論
走塁について
「足にはスランプが無い」、つまり盗塁は足が速いかどうかで決まるから調子は関係ない、という考えに対し、「あまり走らない人の意見だ」という見解を示している。赤星は盗塁においても、余計なことを考えてしまうことで動きに狂いが生じるという形での、メンタル面のスランプは起こる（逆に、調子のいい時はほとんど何も考えずに走ることができる）と述べている。赤星は自身の経験として、2004年のシーズン前半に陥ったスランプを挙げている。
メンタル面との関係から、盗塁においては牽制球によってアウトになることがないリードの限界を知ることが重要だと述べている。アウトになることがない地点にいれば前に進むことだけを考えられるが、そうでなければ牽制球が投げられた際に帰塁することも考えなければならないため、いいスタートを切ることに集中できなくなると述べている。赤星は盗塁において重要だとされる3S（スタート、スピード、スライディング）よりも気持ち、勇気であると述べている。
「打者が追い込まれる前に走って、少しでもプレッシャーを和らげてあげたい」という思いから、カウントが早い（投手が打者に対して投じた球数が少ない）うちに盗塁することを心がけた。通算381の盗塁のうち最多の140を初球で、100を2球目で決めている。
盗塁において最も重要なのは足の速さではなく「アウトを恐れずにスタートを切る勇気」であり、「僕にとって盗塁の数は勇気の証」だと述べている。赤星曰く、福本豊も同じ考えを持っている。
その一方、盗塁死のリスクの大きさにも着目しており、盗塁の本当の価値を図るための指標として「盗塁－盗塁死×2」で計算される赤星式盗塁を提唱している。
左投手の方が右投手の方よりも盗塁し易いと本人は考えていた。実際下柳剛は2022年3月25日公開分の『フルタの方程式』で「左の方が走り易いって赤星とかも言ってるんで」と証言していた。
練習について
赤星は練習についてまず、試合において最高の力を発揮するためのものであると述べている。その上で量をこなせばよいというものではなく、とくに「人の倍やったから自分のほうがすごい」と自己満足に陥ってはならない、量をしっかりとやった上で、その上でやり方や方法も工夫しなければならないと述べている。
赤星はプロ野球においてはいい練習をしたからといって必ず試合に勝てるというものではなく、勝つためには「いい準備」、すなわち「チームとして何をすべきか」ということを考え、実行していくことが重要であると述べている。具体的には自分たちのチームの長所を把握し、長所を発揮するために必要なことを考え、キャンプでの練習やオープン戦での試合の中で実践していくことにあると述べている。
「全国大会に出場する母が詩吟を練習している姿を見て、継続する大切さを学び毎日素振りの練習をした」と『Going!Sports&News』出演時に述べている。
努力について
赤星は努力をすることにおいては努力の内容を進化させていくことも重要で、自身の場合は色々な方法で努力をしていく中で自分の能力を向上させるのに効果的な方法を修得していったのだと述べている。
失敗について
4割の打率を残せば日本はもちろん世界の野球史に残る打者になれる。野球は「失敗のスポーツ」であり、失敗することが珍しくない以上、失敗した時に気持ちを切り替え、引きずらないことがよい結果を残すためのコツであると述べている。

## 人物

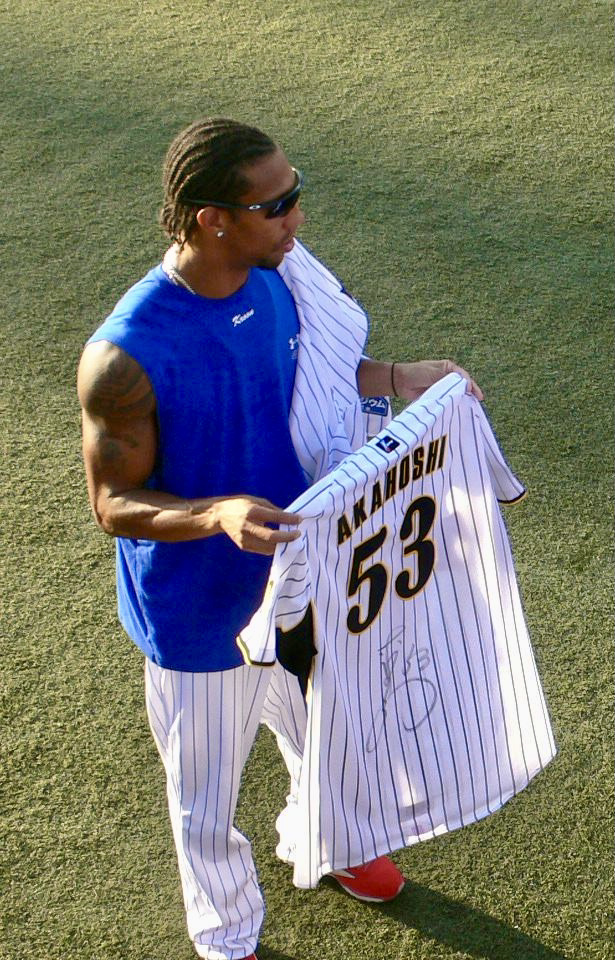
赤星のサイン入りユニホームとそれを持つ横浜マーク・クルーン（2007年）

現役時代は応援に訪れたチームのファンにも激昂するなど、度々怒りを爆発させる性格からチームメイトからは「着火マン（チャッカマン）」と呼ばれていた。2008年5月24日の福岡ソフトバンクホークス戦後のヒーローインタビューでは、インタビューが聞こえないと野次を飛ばしたファンに向かって「（マイクが）入ってねえんだよ、この野郎！」と怒号を飛ばした様子が中継で流れた（福岡Yahoo! JAPANドームでのホークス主催試合だったため、ヒーローインタビューは音声が球場内のスピーカーからは流れない形で行なわれていた）。また別の試合では、ネクストバッターズサークルに立つ選手に対するファンの野次に腹をたてていた赤星は最終打席に立った時に本人曰くわざとアウトになり一塁から戻って来るその足でそのヤジを飛ばしたファンのところに駆けつけ「お前ちょっと来い！」と叫び、スタンドにいた警備員に対しても「（そのファンを）止めとけ！俺がいくまで！」とそのファンを引き留めておくよう指示。ところが、赤星が駆けつけた時にはそのファンは立ち去っていたため、ファンを逃がした警備員を呼び「何で止めとかねぇんだ！」と激昂した。「選手にたいして失礼だ」と自身の激昂の正当性を述べながら、これらの出来事を『ダウンタウンDX』に出演した際に語っている。2017年11月15日にオフィスS.I.Cから販売開始されたLINEスタンプ『レッドスター53☆』には、上記エピソードの内「入ってねーんだよ！」と「チャッカマン」のスタンプが採用されている。
現役時代の2003年から毎年その年に記録した盗塁数と同じ数の車椅子を養護施設や病院に寄贈していた。赤星によると、そのきっかけはあるファンのために球場で試合が観戦できる特別な車椅子を作ったことで、加えて足の不自由なファンからファンレターが多く届いたこと、看護師をしていたことのある姉から病院などの施設で車椅子が不足していることを聞いていたこと、さらにプロ野球選手になるという長年の夢をかなえたことで「夢はもう何もないが、夢を達成できたからこそ、今度は人に夢を与え続けなければならない」という心境に至ったことも作用した。選手会長就任後は甲子園球場の車椅子観戦エリア拡大に向けた働きかけも行った。2004年には社会福祉活動に貢献したプロ野球選手に贈られるゴールデンスピリット賞を受賞している。赤星が現役時代に贈呈した車椅子の数は301個にのぼる。なお、引退後も車椅子贈呈の社会福祉活動は評論家活動を行うスポニチ大阪本社と連携して展開している。この他、サッポロビールのCMに出演するようになってからは同社の近畿圏本部も協力しており、近畿圏での「サッポロラガービール」大瓶1本相当の売り上げから1円ずつが寄付されるようになった。
幼少期から物を大事にする性格の持ち主で、少年時代にはグローブの紐が切れると自分で直していた。プロ野球選手となった後もまだ使える用具を新しいものに変えることに強い抵抗を感じ、2年目から同じグローブを使い続けていた。バットについても、1日1本のペースで替える選手もいる中、そのバットが合っていると折れるまで使い続けた。ただし1本のバットを使い続けるのではなく、「キャンプ中からシーズン当初は930 gほどの重さのものを使う。そこから、体力が落ちるであろう夏場に向け、形状は同じでも徐々に軽いものにしていく」方針をとった。使用したバットの形状は1年目が「グリップエンドが極端に大きいタイカッブ型」、2年目以降が「マサムネ型と呼ばれる、もう少し全体的に細いタイプのもの」であった。
ゼット製の野球用具を愛用していた。きっかけはシドニーオリンピック出場時にオフィシャルメーカーからは冷遇されたのに対し、ゼットに丁重な扱いを受けたことにあった。プロ野球選手となり、2003年からスパイクシューズを自由に選べるようになった時、「自分のために親身になって開発・改良を積み重ねようとしてくれた姿勢が嬉しい」という理由から、競合メーカーと比べて「明らかに性能が劣っていたと思われる」ゼット製のものを選び、ともに改良に取り組んだ。赤星は「素足に近い感覚がいい」「足の裏と地面の距離を近くして、できるだけ土を感じられるように」という理由から「足にかかる負担が大きくなるのは覚悟のうえ」で、かかと部分の緩衝材を取り除くなど「スパイクの裏側、特にかかと部分はかなり薄く」なるデザインを要求した。赤星は「もし、他社のスパイクを選んでいたら400盗塁に届いたかもしれないというのが本音だ」としつつ、「（ゼットとの）信頼関係は、盗塁20個、30個以上の価値がある」と述べている。
現役時代は体調管理を徹底するため、専属の栄養士と契約していたことを明かしている。
亜細亜大学時代には「やりがい」と呼ばれるパートナーの体重を利用した練習が行われていたが、赤星は軽量であったためパートナーとして一番人気があった。
上述通り2022年に結婚するまでは長らく独身であった。2016年にゲスト出演した「解決!ナイナイアンサー」で赤星自身が語った所によると「小さい頃からずっと野球をやってきて休みが殆ど無かったが、引退後は家にいることが多くなって『暇な時間』にハマってしまった」「幸せ、居心地が良かった」と感じるようになり、休日は誰とも会わず1人で家に籠る生活を好むようになってしまったという。また、「プロ野球スピリッツ2019」の開幕式（記者会見）に出席した際はこのことを逆手に取られて、女優の永尾まりやによるアドリブでプロポーズ及び結婚会見を行うというコントを披露したが、終始慣れずに緊張している様子を見せていた。
テレビドラマ好きであり、毎回クール毎に放送されているドラマは全て録画してそれらを1.5倍速で視聴した後、そこから作品を7～8個厳選して視聴し続けるという。

## レッドスターベースボールクラブ
前述の通り、プロ野球再編問題に際し球団消滅や選手ストライキなど、日本球界の危機、野球人気の衰退を実感したことをきっかけにレッドスターベースボールクラブを2005年に設立した。卒団生には田川賢吾、安田尚憲、らがいる。

## 詳細情報

### 年度別打撃成績
| 年 度     | 球 団     | 試 合 | 打 席 | 打 数 | 得 点 | 安 打 | 二 塁 打 | 三 塁 打 | 本 塁 打 | 塁 打 | 打 点 | 盗 塁 | 盗 塁 死 | 犠 打 | 犠 飛 | 四 球 | 敬 遠 | 死 球 | 三 振 | 併 殺 打 | 打 率 | 出 塁 率 | 長 打 率 | O P S |
| --------- | --------- | ----- | ----- | ----- | ----- | ----- | -------- | -------- | -------- | ----- | ----- | ----- | -------- | ----- | ----- | ----- | ----- | ----- | ----- | -------- | ----- | -------- | -------- | ----- |
| 2001      | 阪神      | 128   | 524   | 438   | 70    | 128   | 9        | 4        | 1        | 148   | 23    | 39    | 12       | 24    | 4     | 50    | 1     | 8     | 64    | 1        | .292  | .372     | .338     | .710  |
| 2002      | 阪神      | 78    | 343   | 310   | 36    | 78    | 7        | 4        | 0        | 93    | 12    | 26    | 7        | 5     | 1     | 15    | 0     | 12    | 56    | 5        | .252  | .311     | .300     | .611  |
| 2003      | 阪神      | 140   | 635   | 551   | 90    | 172   | 17       | 7        | 1        | 206   | 35    | 61    | 10       | 24    | 1     | 45    | 0     | 14    | 76    | 15       | .312  | .378     | .374     | .752  |
| 2004      | 阪神      | 138   | 633   | 570   | 96    | 171   | 20       | 6        | 0        | 203   | 30    | 64    | 12       | 11    | 1     | 49    | 0     | 1     | 85    | 3        | .300  | .356     | .356     | .712  |
| 2005      | 阪神      | 145   | 689   | 601   | 119   | 190   | 15       | 9        | 1        | 226   | 38    | 60    | 12       | 8     | 3     | 69    | 1     | 8     | 90    | 3        | .316  | .392     | .376     | .768  |
| 2006      | 阪神      | 142   | 642   | 566   | 84    | 152   | 13       | 3        | 0        | 171   | 20    | 35    | 13       | 9     | 1     | 60    | 0     | 6     | 94    | 2        | .269  | .344     | .302     | .647  |
| 2007      | 阪神      | 121   | 475   | 400   | 61    | 120   | 12       | 1        | 0        | 134   | 19    | 24    | 8        | 29    | 2     | 39    | 0     | 5     | 58    | 3        | .300  | .368     | .335     | .703  |
| 2008      | 阪神      | 144   | 646   | 556   | 94    | 176   | 15       | 1        | 0        | 193   | 30    | 41    | 9        | 9     | 3     | 73    | 1     | 4     | 87    | 3        | .317  | .398     | .347     | .745  |
| 2009      | 阪神      | 91    | 377   | 338   | 48    | 89    | 9        | 1        | 0        | 100   | 8     | 31    | 5        | 7     | 2     | 26    | 1     | 4     | 54    | 3        | .263  | .322     | .296     | .617  |
| 通算：9年 | 通算：9年 | 1127  | 4964  | 4330  | 698   | 1276  | 117      | 36       | 3        | 1474  | 215   | 381   | 88       | 126   | 18    | 426   | 4     | 62    | 664   | 38       | .295  | .365     | .340     | .705  |

- 各年度の太字はリーグ最高

### 年度別守備成績
| 年 度     | 球 団     | 外野  | 外野  | 外野  | 外野  | 外野  | 外野     |
| 年 度     | 球 団     | 試 合 | 刺 殺 | 補 殺 | 失 策 | 併 殺 | 守 備 率 |
| --------- | --------- | ----- | ----- | ----- | ----- | ----- | -------- |
| 2001      | 阪神      | 125   | 243   | 9     | 2     | 1     | .992     |
| 2002      | 阪神      | 78    | 156   | 4     | 2     | 0     | .988     |
| 2003      | 阪神      | 140   | 233   | 10    | 0     | 2     | 1.000    |
| 2004      | 阪神      | 138   | 254   | 5     | 2     | 3     | .992     |
| 2005      | 阪神      | 145   | 264   | 12    | 5     | 1     | .982     |
| 2006      | 阪神      | 141   | 277   | 12    | 2     | 4     | .993     |
| 2007      | 阪神      | 112   | 209   | 3     | 3     | 1     | .986     |
| 2008      | 阪神      | 144   | 251   | 4     | 2     | 1     | .992     |
| 2009      | 阪神      | 89    | 143   | 1     | 0     | 0     | 1.000    |
| 通算：9年 | 通算：9年 | 1112  | 2030  | 60    | 18    | 13    | .991     |

- 各年度の太字はリーグ最高
- 太字年はゴールデングラブ賞受賞年

### タイトル
- 盗塁王：5回（2001年 - 2005年）5年連続はセ・リーグ記録、日本記録は福本豊の13年連続。新人からの5年連続受賞は史上最長

### 表彰
- 新人王（2001年） ※盗塁王との同時受賞は史上唯一
- ベストナイン：2回（2003年、2005年）
- ゴールデングラブ賞：6回（2001年、2003年 - 2006年、2008年）
- 月間MVP：1回（2005年4月）
- JA全農Go・Go賞：3回（好走塁賞：2003年3・4月、2008年3・4月 強肩賞：2006年9月）
- ゴールデンスピリット賞（2004年）
- ヤナセ・阪神タイガースMVP賞：1回（2008年）[154]
- サンスポMVP新人賞（2001年）[155]
- サンスポMVP大賞：1回（2005年）

### 記録
初記録
- 初出場：2001年3月30日、対読売ジャイアンツ1回戦（東京ドーム）、9回表に川尻哲郎の代打で出場
- 初打席：同上、9回表に條辺剛から三塁ゴロ
- 初安打：2001年3月31日、対読売ジャイアンツ2回戦（東京ドーム） 、7回表に柏田貴史から三塁内野安打
- 初先発出場：2001年4月1日、対読売ジャイアンツ3回戦（東京ドーム）、「1番・中堅手」で先発出場
- 初盗塁：2001年4月3日、対広島東洋カープ1回戦（広島市民球場）、1回表に二盗（投手：鶴田泰、捕手：西山秀二）
- 初得点：同上、1回表にエドゥアルド・ペレスの安打で生還
- 初打点：同上、2回表に鶴田泰から遊撃適時内野安打
- 初本塁打：2001年8月4日、対広島東洋カープ17回戦（広島市民球場）、5回表に長谷川昌幸から左越ソロ

節目の記録
- 200盗塁：2005年4月21日、対読売ジャイアンツ6回戦（東京ドーム）、6回表に二盗（投手：三木均、捕手：阿部慎之助） ※史上65人目
- 250盗塁：2005年10月1日、対ヤクルトスワローズ21回戦（明治神宮野球場）、8回表に二盗（投手：花田真人、捕手：米野智人） ※史上38人目
- 300盗塁：2007年7月25日、対中日ドラゴンズ12回戦（ナゴヤドーム）、1回表に二盗（投手：山本昌、捕手：谷繁元信） ※史上26人目
- 1000安打：2007年9月14日、対中日ドラゴンズ20回戦（阪神甲子園球場）、8回裏に岡本真也から中前安打 ※史上248人目
- 1000試合出場：2008年8月26日、対中日ドラゴンズ18回戦（阪神甲子園球場）、「1番・中堅手」で先発出場 ※史上428人目
- 350盗塁：2008年10月12日、対中日ドラゴンズ24回戦（スカイマークスタジアム）、7回裏に二盗（投手：吉見一起、捕手：谷繁元信） ※史上16人目

セントラル・リーグ最多記録
- シーズン打席：689（2005年）

平成最多記録
- シーズン盗塁：64（2004年）
- 通算盗塁：381（日米通算ではイチロー、松井稼頭央に次ぐ）
- 盗塁王：5年連続5回

日本最多記録
- 連続打席無本塁打：2528（2005年6月12日に江尻慎太郎から打って以降引退まで）

その他記録
- オールスターゲーム出場：3回（2003年、2005年、2006年）
- 通算盗塁成功率：81.2％（381盗塁88盗塁死） ※歴代3位（300盗塁以上対象）
- 通算1000安打以上での通算本塁打数最少記録：3
- シーズン複数本塁打なし・通算10本塁打未満 ※いずれも通算1000安打以上では唯一

### 背番号
- 53（2001年 - 2009年） - 赤星の引退後、2014年途中に入団した建山義紀が着けるまで準永久欠番扱いだった。建山の引退後再び準永久欠番扱いとなっていたが、2018年より赤星と同じく左打ちで俊足巧打の外野手である島田海吏が着用している。

## 関連情報

### 野球以外での表彰
- ベストスイマー賞（2013年）

3歳から小学生時代まで水泳教室にも通っていた。表彰式でも「ここで全身の筋肉を鍛えたことが、その後の野球人生でも活きた」と語っている。
- HEROs AWARD（2018年）

2003年から行っているプロジェクト「Ring of Red〜赤星憲広の輪を広げる基金〜」の活動から。

### 出演番組
野球中継
- DRAMATIC BASEBALL（読売テレビ制作の阪神戦中継を中心に出演）

日本テレビ制作の試合中継でも、解説を担当することがある。
- ABCフレッシュアップベースボール（ABCラジオ）

テレビ中継の解説については前述の読売テレビに限らず在阪各局での出演機会があるが、ラジオ中継の解説についてはABCラジオのみ担当。2011年4月29日の「阪神対東京ヤクルト」以降、全国向けの中継に出演する機会もある。
- 選抜高等学校野球大会中継（毎日放送）

2016年以降、決勝戦に毎年ゲスト解説扱いで出演。
レギュラー番組
- 赤星と次郎のオーライオーライ→赤星憲広のオーライオーライ（ABCラジオ）

年に数回放送される特別番組で、同局制作の生放送番組では初めてUstreamへの音声・スタジオ映像の同時配信を実施。2010年10月から半年間は、『スポーツにぴたっと。』（ナイターオフ期間のスポーツ情報番組）の金曜日に組み込まれたうえで、レギュラーで放送されていた。
- Going!Sports&News（日本テレビ、2011年4月 - 、コメンテーター）

土曜日レギュラー。2013年1月までは黒木知宏と隔週交代で出演（ダブルキャスト）していたが、黒木が日本ハム投手コーチに就任したため、2013年2月以後は毎週出演に昇格した。2012年3月17日の放送では、声帯ポリープの手術を受けた上田晋也（くりぃむしちゅー）の代理で、初めてMCを兼務した。
- GI最前線 ジョッキー★ナイト（MBSラジオ、2015年秋季・2016年春季に出演）

スポーツ番組
- 虎バン（ABCテレビ、2010年4月 - 、スペシャルコメンテーターとして不定期出演）

現役選手時代からインタビューや特集でたびたび登場。2010年2月放送の「虎バンスペシャル」で、他の番組に先駆けて解説者デビューを果たした。
- みんなの甲子園（MBSテレビ、2010年・2011年・2013年・2016年 - 、ナビゲーター）

選抜高等学校野球大会中に関西ローカルで放送されるハイライト番組。大府高校時代に2度同大会へ出場したことが縁で、担当年には大会の開幕直前番組から最終放送日（基本的には決勝開催当日）まで出演する。なお2010年を除き土曜日収録分は不出演。
- 月刊すぽるたす（読売テレビ、2010年4月 - 2011年3月、ナビゲーター）

初めてレギュラーでナビゲーターを務めた番組で、土曜日に月1回のペースで放送。
- サンデードラゴンズ（CBCテレビ、コメンテーターとして不定期出演）
- KEIBA BEAT（関西テレビ、不定期ゲスト）

その他
- Mr.サンデー（フジテレビ・関西テレビ、コメンテーターとして不定期出演）
- 情報ライブ ミヤネ屋（読売テレビ、コメンテーターとして不定期出演）
- かんさい情報ネットten.（読売テレビ、コメンテーターとして不定期出演）
- 探偵!ナイトスクープ（ABCテレビ、「顧問」として不定期出演）
- ビジネス新伝説 ルソンの壺（NHK大阪放送局、「壺ナビゲーター」として不定期出演）
- モーニングバード!（テレビ朝日、2012年12月からコメンテーターとして不定期出演）
- ともに生きる（NHK大阪放送局制作・NHKラジオ第2で全国放送）

他多数

### 出演CM
- 上新電機（2003年 - 2008年、今岡誠・矢野燿大、2008年より藤川球児と共演）
- ACジャパン「ボランティアは生涯現役」（2010年7月 - 2011年6月、当初は大阪地域キャンペーンのみ、東日本大震災の発生直後には在阪局発の全国ネット番組内でも放送）
- 大阪市人権啓発スポット広告（2010年7月 - 2011年7月）
- 西日本高速道路（NEXCO西日本）平成22年度中国道集中工事（2010年）
- サントリー 「サントリー黒烏龍茶」（2011年、関西ローカルのみの放送）※現在はサントリーフーズから販売
- 映画「マネーボール」（2011年11月）
- サッポロビール「サッポロラガービール」（2013年 - 関西ローカルのみの放送、ラベルの「赤星」つながりで出演）

### 著書
- 逆風を切って走れ - 小さな僕にできること -（2008年初版、主婦と生活社、ISBN 978-4391136135）
- 決断　－阪神引退からのリスタート（2010年初版、集英社、ISBN 978-4087805604）
- 一瞬の判断力 - ピンチをチャンスに変える53の法則 -（2012年初版、宝島社、ISBN 978-4796689458）
- 頭で走る盗塁論 駆け引きという名の心理戦（2013年初版、朝日新聞出版・朝日新書、ISBN 978-4022734846）
- 頭脳の盗塁術 走りのプロの技術・戦略&バッテリーとの心理戦対策（2019年初版、廣済堂出版、ISBN 978-4331522219）
- 中堅手論（2022年初版、ワニブックス・ワニブックスPLUS新書、ISBN 978-4847066726）

#### 共著
- 証言 ノムさんの人間学 弱者が強者になるために教えられたこと（2020年初版、宝島社、ISBN 978-4299004833） - 古田敦也、宮本慎也、山﨑武司ほかとの共著
- 岡田タイガース最強の秘密（2023年初版、宝島社・宝島社新書、ISBN 978-4299049513） - 吉田義男、田淵幸一、江本孟紀、掛布雅之、金村曉、改発博明との共著

### DVD
- Legend of ★Red 赤星憲広#53 引退記念完全保存版（2010年、読売テレビ、EAN：4988013326927）

### ゲーム
- プロ野球スピリッツシリーズ（コナミデジタルエンタテインメント）- 解説として声の出演
  - プロ野球スピリッツ2019
  - eBASEBALLプロ野球スピリッツ2021 グランドスラム
  - プロ野球スピリッツ2024-2025
  - プロ野球スピリッツA

### 出演イベント
- Ring of Red 交野市チャリティマラソン（大阪府交野市との共催で2012年から毎年実施）